# Завадовський Єлисей
Завадовський Єлисей (*середина XVII ст. — †після 1698) — український духовний композитор і церковний педагог.

## Біографія
Освіту здобув у Києво-Могилянській академії у 1670-х роках. Невдовзі по закінченню навчання виконував обов'язки проповідника Києво-Печерської Лаври. Одночасно викладав у КМА, зокрема, прочитав курс граматики, записаний його учнем під назвою «Liber Liligentiarum per me scriptus Mathaecum Orlowski sub reverendo Magistro Jelyzeo Zawadowski ex schola grammatica, anno Domini 1684» («Книга Лілейців, записана Матейком Орловським за преосвященного вчителя Єлисея Завадовського зі школи граматики року Божого 1684»).
Як одна з найосвіченіших осіб лаврської братії часто бував у столиці Московії у справах Києво-Печерської Лаври. Так, 14 березня 1690 він прибув до Москви з листом від КПЛ до патріарха Й. Савелова з проханням дозволити друкувати «Четьї Мінеї» Д. Ростовського (Туптала). Крім того, йому доручили клопотатися в справі греко-католицького єпископа Львівського Кирила Шумлянського, з яким у патріарха були свого часу приязні стосунки. Але 17 березня патріарх несподівано помер. Тоді 3авадовський «бил челом Великим Государям» про видачу жалування і пояснював, що з ним «присланы к святейшему патріарху листи… и волею Божією патріарха не стало, і він тих листів віддати никому не смеет». Листи забрали в Монастирський приказ, а справу з виданням книги «Четьї Мінеї» відклали до вибору нового патріарха.
У тому ж місяці як проповідник виголосив промову цареві Петру І. У липні 1690 разом з А. Миславським, І. Базилевичем та іншими киянами їздив до Москви з «чолобитною» від КПЛ і гетьмана Івана Мазепи про дозвіл монастирю вибирати настоятеля і з доказами проти поєднання настоятельства з саном митрополита: «митрополит бо киевский искони не належав и не належить до архимандриї печерской».
Бував 3авадовський в Москві й пізніше, зокрема 1692. Крім того, продовжував викладати в КМА (1694). У червні 1697 разом із соборним старцем А. Миславським, дияконом В. Косовським та іншими (всього 48 осіб) лаврськими ченцями супроводжував до Москви у почті архімандрита КПЛ Й. Кроковського. 1698 3авадовський вручив патріарху Московському Адріану «Псалтир» і «Октоїх». На початку XVIII століття переїхав до Москви на постійне проживання.
Відомий також і як композитор. Вважався майстром імітаційної поліфонії у партесному співі. Написав «Погреб» для подвійного хору та причасник «Дух твій» для 4 голосів (1697). Рукопис зберігався у бібліотеці Львівського братства. Відомий український композитор М. Дилецький у своєму творі «Граматика пенія мусикійскаго или известныя правила в слоте мусикійском, в них же обретаются шесть частей или разделеній» (Смоленськ, 1677) рекомендував музичні твори 3авадовського як приклад для наслідування.